# Phlegmariurus
Phlegmariurus, veliki biljni rod iz porodice crvotočina rasprostranjen po tropsko području diljem svijeta. Postoji jasna razlika između neotropske klade i klade Starog svijeta, ali to nije dovoljno da se razdvoje dva roda (Chen et al. 2021).
Postoji 307 vrsta plus jedna notovrsta

## Vrste
1. Phlegmariurus acerosus (Sw.) B. Øllg.
2. Phlegmariurus acifolius (Rolleri) B. Øllg.
3. Phlegmariurus acutus (Rolleri) B. Øllg.
4. Phlegmariurus affinis (Trevis.) B. Øllg.
5. Phlegmariurus afromontanus (Pic. Serm.) A. R. Field & Bostock
6. Phlegmariurus ambrensis (Rakotondr.) A. R. Field & Bauret
7. Phlegmariurus amentaceus (B. Øllg.) B. Øllg.
8. Phlegmariurus andinus (Rosenst.) B. Øllg.
9. Phlegmariurus aqualupianus (Spring) B. Øllg.
10. Phlegmariurus arcuatus (B. Øllg.) B. Øllg.
11. Phlegmariurus ascendens (Nessel) B. Øllg.
12. Phlegmariurus attenuatus (Spring) B. Øllg.
13. Phlegmariurus australis (Willd.) A. R. Field
14. Phlegmariurus austroecuadoricus (B. Øllg.) B. Øllg.
15. Phlegmariurus austrosinicus (Ching) Li Bing Zhang
16. Phlegmariurus axillaris (Roxb.) comb. ined.
17. Phlegmariurus badinianus (B. Øllg. & P. G. Windisch) B. Øllg.
18. Phlegmariurus balansae (Herter) A. R. Field & Bostock
19. Phlegmariurus bampsianus (Pic. Serm.) A. R. Field & Bostock
20. Phlegmariurus banayanicus (Herter) A. R. Field & Bostock
21. Phlegmariurus beitelii (B. Øllg.) B. Øllg.
22. Phlegmariurus biformis (Hook.) B. Øllg.
23. Phlegmariurus billardierei (Spring) Trevis.
24. Phlegmariurus binervius (Herter) B. Øllg.
25. Phlegmariurus bolanicus (Rosenst.) A. R. Field & Bostock
26. Phlegmariurus brachiatus (Maxon) B. Øllg.
27. Phlegmariurus brachystachys (Baker) A. R. Field & Bostock
28. Phlegmariurus bradeorum (Christ) B. Øllg.
29. Phlegmariurus brevifolius (Hook. & Grev.) B. Øllg.
30. Phlegmariurus brongniartii (Spring) B. Øllg.
31. Phlegmariurus buesii (Herter) B. Øllg.
32. Phlegmariurus callitrichifolius (Mett.) B. Øllg.
33. Phlegmariurus campianus (B. Øllg.) B. Øllg.
34. Phlegmariurus cancellatus (Spring) Ching
35. Phlegmariurus capellae (Herter) B. Øllg.
36. Phlegmariurus capillaris (Sodiro) B. Øllg.
37. Phlegmariurus carinatus (Poir.) Ching
38. Phlegmariurus catacachiensis (Nessel) B. Øllg.
39. Phlegmariurus cavifolius (C. Chr.) A. R. Field & Bostock
40. Phlegmariurus chamaeleon (Herter) B. Øllg.
41. Phlegmariurus changii T. Y. Hsieh
42. Phlegmariurus chiricanus (Maxon) B. Øllg.
43. Phlegmariurus christii (Silveira) B. Øllg.
44. Phlegmariurus ciliatospiculatus B. Øllg.
45. Phlegmariurus ciliolatus (B. Øllg.) B. Øllg.
46. Phlegmariurus cleefianus (B. Øllg.) B. Øllg.
47. Phlegmariurus cocuyensis B. Øllg.
48. Phlegmariurus colanensis (B. Øllg.) B. Øllg.
49. Phlegmariurus columnaris (B. Øllg.) B. Øllg.
50. Phlegmariurus comans (Herter ex Nessel) B. Øllg.
51. Phlegmariurus compactus (Hook.) B. Øllg.
52. Phlegmariurus copelandianus (R. C. Y. Chou & Bartlett) A. R. Field
53. Phlegmariurus coralium (Spring) A. R. Field & Bostock
54. Phlegmariurus costaricensis (Herter) comb. ined.
55. Phlegmariurus crassus (Humb. & Bonpl. ex Willd.) B. Øllg.
56. Phlegmariurus creber (Alderw.) A. R. Field & Bostock
57. Phlegmariurus crucis-australis (Herter) B. Øllg.
58. Phlegmariurus cruentus (Spring) B. Øllg.
59. Phlegmariurus cryptomerinus (Maxim.) Satou
60. Phlegmariurus cuernavacensis (Underw. & F. E. Lloyd) B. Øllg.
61. Phlegmariurus cumingii (Nessel) B. Øllg.
62. Phlegmariurus cuneifolius (Hieron.) B. Øllg.
63. Phlegmariurus cunninghamioides (Hayata) Ching
64. Phlegmariurus curiosus (Herter) A. R. Field & Bostock
65. Phlegmariurus curvifolius (Kunze) B. Øllg.
66. Phlegmariurus dacrydioides (Baker) A. R. Field & Bostock
67. Phlegmariurus dalhousieanus (Spring) A. R. Field & Bostock
68. Phlegmariurus darwinianus (Herter ex Nessel) B. Øllg.
69. Phlegmariurus delbrueckii (Herter) A. R. Field & Bostock
70. Phlegmariurus deminuens (Herter) B. Øllg.
71. Phlegmariurus dentatus (Herter) Arana
72. Phlegmariurus dianae (Herter) B. Øllg.
73. Phlegmariurus dichaeoides (Maxon) B. Øllg.
74. Phlegmariurus dichotomus (Jacq.) W. H. Wagner
75. Phlegmariurus dielsii (Herter) A. R. Field & Bostock
76. Phlegmariurus divergens (Alderw.) A. R. Field & Testo
77. Phlegmariurus durus (Pic. Serm.) A. R. Field & Bostock
78. Phlegmariurus echinatus (Spring) B. Øllg.
79. Phlegmariurus ellenbeckii (Nessel) A. R. Field & Bostock
80. Phlegmariurus elmeri (Herter) A. R. Field & Bostock
81. Phlegmariurus engleri (Hieron. & Herter) B. Øllg.
82. Phlegmariurus eremorum (Rolleri) B. Øllg.
83. Phlegmariurus ericifolius (C. Presl) B. Øllg.
84. Phlegmariurus erythrocaulos (Fée) B. Øllg.
85. Phlegmariurus espinosanus (B. Øllg.) B. Øllg.
86. Phlegmariurus eversus (Poir.) B. Øllg.
87. Phlegmariurus fargesii (Herter) Ching
88. Phlegmariurus filicaulos (Copel.) A. R. Field & Testo
89. Phlegmariurus filiformis (Sw.) W. H. Wagner
90. Phlegmariurus firmus (Mett.) B. Øllg.
91. Phlegmariurus flagellaceus (Kuhn) A. R. Field & Bostock
92. Phlegmariurus flexibilis (Fée) B. Øllg.
93. Phlegmariurus foliaceus (Maxon) B. Øllg.
94. Phlegmariurus foliosus (Copel.) A. R. Field & Bostock
95. Phlegmariurus fontinaloides (Spring) B. Øllg.
96. Phlegmariurus fordii (Baker) Ching
97. Phlegmariurus friburgensis (Herter ex Nessel & Hoehne) B. Øllg.
98. Phlegmariurus funiculus (Herter) comb. ined.
99. Phlegmariurus funiformis (Cham. ex Spring) B. Øllg.
100. Phlegmariurus gagnepainianus (Herter) A. R. Field & Bostock
101. Phlegmariurus galapagensis (O. J. Hamann) B. Øllg.
102. Phlegmariurus giganteus (Herter) A. R. Field & Bostock
103. Phlegmariurus gnidioides (L. fil.) A. R. Field & Bostock
104. Phlegmariurus goebelii (Nessel) A. R. Field & Bostock
105. Phlegmariurus gracilis A. Rojas & R. Calderón
106. Phlegmariurus guandongensis Ching
107. Phlegmariurus gunturensis (Alderw.) A. R. Field & Bostock
108. Phlegmariurus haeckelii (Herter) A. R. Field & Testo
109. Phlegmariurus haitensis (Herter) comb. ined.
110. Phlegmariurus hamiltonii (Spreng.) Á. Löve & D. Löve
111. Phlegmariurus harmsii (Nessel) A. R. Field & Bostock
112. Phlegmariurus hartwegianus (Spring) B. Øllg.
113. Phlegmariurus hastatus (B. Øllg.) B. Øllg.
114. Phlegmariurus hellwigii (Warb.) A. R. Field & Bostock
115. Phlegmariurus hemleri (Nessel) B. Øllg.
116. Phlegmariurus henryi (Baker) Ching
117. Phlegmariurus heterocarpos (Fée) B. Øllg.
118. Phlegmariurus heteroclitus (Desv. ex Poir.) B. Øllg.
119. Phlegmariurus hexastichus (B. Øllg. & P. G. Windisch) B. Øllg.
120. Phlegmariurus hildebrandtii (Herter) A. R. Field & Bauret
121. Phlegmariurus hippurideus (Christ) B. Øllg.
122. Phlegmariurus hippuris (Desv. ex Poir.) A. R. Field & Testo
123. Phlegmariurus hoffmannii (Maxon) B. Øllg.
124. Phlegmariurus hohenackeri (Herter) B. Øllg.
125. Phlegmariurus holstii (Hieron.) A. R. Field & Bostock
126. Phlegmariurus homocarpus (Herter) B. Øllg.
127. Phlegmariurus horizontalis (Nessel) A. R. Field & Bostock
128. Phlegmariurus huberi (B. Øllg.) B. Øllg.
129. Phlegmariurus hugoi B. Øllg.
130. Phlegmariurus humbertii (Nessel) A. R. Field & Bostock
131. Phlegmariurus humbertii-henrici (Herter) A. R. Field & Bostock
132. Phlegmariurus hypogaeus (B. Øllg.) B. Øllg.
133. Phlegmariurus hystrix (Herter) B. Øllg.
134. Phlegmariurus idroboi B. Øllg.
135. Phlegmariurus iminii Kiew
136. Phlegmariurus insularis (Carmich.) comb. ined.
137. Phlegmariurus intermedius (Trevis.) B. Øllg.
138. Phlegmariurus itambensis (B. Øllg. & P. G. Windisch) B. Øllg.
139. Phlegmariurus jaegeri (Herter) A. R. Field & Bostock
140. Phlegmariurus josesantae B. Øllg.
141. Phlegmariurus kajewskii (Copel.) A. R. Field & Testo
142. Phlegmariurus killipii (Herter) B. Øllg.
143. Phlegmariurus kuesteri (Nessel) B. Øllg.
144. Phlegmariurus lancifolius (Maxon) B. Øllg.
145. Phlegmariurus lauterbachii (E. Pritz. ex K. Schum. & Lauterb.) A. R. Field & Bostock
146. Phlegmariurus lecomteanus (Nessel) A. R. Field & Bostock
147. Phlegmariurus ledermannii (Herter) A. R. Field & Bostock
148. Phlegmariurus lehnertii Testo
149. Phlegmariurus lignosus (Herter) B. Øllg.
150. Phlegmariurus lindenii (Spring) B. Øllg.
151. Phlegmariurus linifolius (L.) B. Øllg.
152. Phlegmariurus llanganatensis (B. Øllg.) B. Øllg.
153. Phlegmariurus lockyeri (D. L. Jones & B. Gray) A. R. Field & Bostock
154. Phlegmariurus loefgrenianus (Silveira) B. Øllg.
155. Phlegmariurus longus (Copel.) A. R. Field & Bostock
156. Phlegmariurus loxensis (B. Øllg.) B. Øllg.
157. Phlegmariurus luteynii B. Øllg.
158. Phlegmariurus macbridei (Herter) B. Øllg.
159. Phlegmariurus macgregorii (Baker) A. R. Field & Bostock
160. Phlegmariurus macrostachys (Hook. ex Spring) N. C. Nair & S. R. Ghosh
161. Phlegmariurus magnusianus (Herter) A. R. Field & Testo
162. Phlegmariurus mandiocanus (Raddi) B. Øllg.
163. Phlegmariurus mannii (Hillebr.) W. H. Wagner
164. Phlegmariurus marsupiiformis (D. L. Jones & B. Gray) A. R. Field & Bostock
165. Phlegmariurus martii (Wawra) B. Øllg.
166. Phlegmariurus megastachyus (Baker) A. R. Field & Bostock
167. Phlegmariurus melanesicus (Brownlie) A. R. Field & Testo
168. Phlegmariurus merrillii (Herter) A. R. Field & Bostock
169. Phlegmariurus mesoamericanus (B. Øllg.) B. Øllg.
170. Phlegmariurus mexicanus (Herter) B. Øllg.
171. Phlegmariurus mildbraedii (Herter) A. R. Field & Bostock
172. Phlegmariurus mingcheensis Ching
173. Phlegmariurus minutifolius (Alderw.) A. R. Field & Bostock
174. Phlegmariurus mirabilis (Willd.) A. R. Field & Testo
175. Phlegmariurus mollicomus (Spring) B. Øllg.
176. Phlegmariurus monticola Kiew
177. Phlegmariurus mooreanus (Sander ex Baker) B. Øllg.
178. Phlegmariurus multifarius (Alderw.) A. R. Field & Bostock
179. Phlegmariurus myrsinites (Lam.) B. Øllg.
180. Phlegmariurus myrtifolius (G. Forst.) A. R. Field & Bostock
181. Phlegmariurus myrtuosus (Spring) B. Øllg.
182. Phlegmariurus neocaledonicus (Nessel) A. R. Field & Bostock
183. Phlegmariurus nesselii (Brause ex Nessel) B. Øllg.
184. Phlegmariurus niligaricus (Spring) A. R. Field & Bostock
185. Phlegmariurus nudus (Christ ex Nessel & Hoehne) B. Øllg.
186. Phlegmariurus nummularifolius (Blume) Ching
187. Phlegmariurus nutans (Brack.) W. H. Wagner
188. Phlegmariurus nylamensis (Ching & S. K. Wu) H. S. Kung & Li Bing Zhang
189. Phlegmariurus obovalifolius (Bonap.) A. R. Field & Testo
190. Phlegmariurus obtusifolius (P. Beauv.) A. R. Field & Bostock
191. Phlegmariurus ocananus (Herter) B. Øllg.
192. Phlegmariurus oceanianus (Herter) A. R. Field & Bostock
193. Phlegmariurus oellgaardii (A. Rojas) B. Øllg.
194. Phlegmariurus oltmannsii (Herter ex Nessel) A. R. Field & Bostock
195. Phlegmariurus ophioglossoides (Lam.) A. R. Field & Bostock
196. Phlegmariurus orizabae (Underw. & F. E. Lloyd) B. Øllg.
197. Phlegmariurus ovatifolius (Ching) W. M. Chu ex H. S. Kung & Li Bing Zhang
198. Phlegmariurus pachyphyllus (Kuhn ex Herter) A. R. Field & Testo
199. Phlegmariurus pachyskelos B. Øllg.
200. Phlegmariurus parksii (Copel.) A. R. Field & Bostock
201. Phlegmariurus patentissimus (Alderw.) A. R. Field & Bostock
202. Phlegmariurus pecten (Baker) A. R. Field & Bostock
203. Phlegmariurus perrierianus (Tardieu) A. R. Field & Bostock
204. Phlegmariurus pflanzii (Nessel) B. Øllg.
205. Phlegmariurus phlegmaria (L.) Holub
206. Phlegmariurus phlegmarioides (Gaudich.) A. R. Field & Bostock
207. Phlegmariurus phylicifolius (Desv. ex Poir.) B. Øllg.
208. Phlegmariurus phyllanthus (Hook. & Arn.) R. D. Dixit
209. Phlegmariurus picardae (Christ ex Krug) B. Øllg.
210. Phlegmariurus pichianus (Tardieu) A. R. Field & Bostock
211. Phlegmariurus pinifolius (Trevis.) Kiew
212. Phlegmariurus pithyoides (Schltdl. & Cham.) B. Øllg.
213. Phlegmariurus pittieri (Christ) B. Øllg.
214. Phlegmariurus podocarpensis B. Øllg.
215. Phlegmariurus polycarpos (Kunze) B. Øllg.
216. Phlegmariurus polycladus (Sodiro) comb. ined.
217. Phlegmariurus polydactylus (B. Øllg.) B. Øllg.
218. Phlegmariurus polylepidetorum (B. Øllg.) B. Øllg.
219. Phlegmariurus portoricensis (Underw. & F. E. Lloyd) comb. ined.
220. Phlegmariurus pringlei (Underw. & F. E. Lloyd) B. Øllg.
221. Phlegmariurus proliferus (Blume) A. R. Field & Bostock
222. Phlegmariurus pruinosus (Hieron. & Herter) B. Øllg.
223. Phlegmariurus pseudovarius (Brownlie) Rouhan & A. R. Field
224. Phlegmariurus pulcherrimus (Hook. & Grev.) Á. Löve & D. Löve
225. Phlegmariurus pungentifolius (Silveira) B. Øllg.
226. Phlegmariurus quadrifariatus (Bory) B. Øllg.
227. Phlegmariurus recurvifolius (Rolleri) B. Øllg.
228. Phlegmariurus reflexus (Lam.) B. Øllg.
229. Phlegmariurus regnellii (Maxon) B. Øllg.
230. Phlegmariurus ribourtii (Herter) A. R. Field & Bostock
231. Phlegmariurus riobambensis (Nessel) B. Øllg.
232. Phlegmariurus robustus (Klotzsch) B. Øllg.
233. Phlegmariurus rosenstockianus (Herter) B. Øllg.
234. Phlegmariurus rostrifolius (Silveira) B. Øllg.
235. Phlegmariurus ruber (Cham. & Schltdl.) B. Øllg.
236. Phlegmariurus rubricus (Herter) A. R. Field & Bostock
237. Phlegmariurus rufescens (Hook.) B. Øllg.
238. Phlegmariurus rupicola (Alderw.) A. R. Field & Bostock
239. Phlegmariurus sagasteguianus (B. Øllg.) B. Øllg.
240. Phlegmariurus salvinioides (Herter) Ching
241. Phlegmariurus samoanus (Herter ex Nessel) A. R. Field & Bostock
242. Phlegmariurus sarmentosus (Spring) B. Øllg.
243. Phlegmariurus saururus (Lam.) B. Øllg.
244. Phlegmariurus scabridus (B. Øllg.) B. Øllg.
245. Phlegmariurus schlechteri (E. Pritz.) A. R. Field & Bostock
246. Phlegmariurus schlimii (Herter) B. Øllg.
247. Phlegmariurus schmidtchenii (Hieron.) B. Øllg.
248. Phlegmariurus sellifolius (B. Øllg.) B. Øllg.
249. Phlegmariurus sellowianus (Herter) B. Øllg.
250. Phlegmariurus serpentiformis (Herter) B. Øllg.
251. Phlegmariurus setifolius (Alderw.) A. R. Field & Bostock
252. Phlegmariurus shangsiensis C. Y. Yang
253. Phlegmariurus sieberianus (Spring) B. Øllg.
254. Phlegmariurus sieboldii (Miq.) Ching
255. Phlegmariurus silveirae (Herter ex Nessel & Hoehne) B. Øllg.
256. Phlegmariurus silverstonei B. Øllg.
257. Phlegmariurus sintenisii (Herter) B. Øllg.
258. Phlegmariurus societensis (J. W. Moore) A. R. Field
259. Phlegmariurus sooanus Lawalrée
260. Phlegmariurus sotae (Rolleri) B. Øllg.
261. Phlegmariurus sphagnicola B. Øllg.
262. Phlegmariurus squarrosus (G. Forst.) Á. Löve & D. Löve
263. Phlegmariurus staudtii (Nessel) A. R. Field & Bostock
264. Phlegmariurus stemmermanniae A. C. Medeiros & Wagner
265. Phlegmariurus stephani B. Øllg.
266. Phlegmariurus strictus (Baker) A. R. Field & Bostock
267. Phlegmariurus subfalciformis (Alderw.) A. R. Field & Bostock
268. Phlegmariurus subtubulosus (Herter) comb. ined.
269. Phlegmariurus subulatus (Desv. ex Poir.) B. Øllg.
270. Phlegmariurus tafaensis (Nessel) A. R. Field & C. W. Chen
271. Phlegmariurus talamancanus (B. Øllg.) B. Øllg.
272. Phlegmariurus talamauanus (Alderw.) A. R. Field & Bostock
273. Phlegmariurus talpiphilus (B. Øllg.) B. Øllg.
274. Phlegmariurus tardieuae (Herter) A. R. Field & Testo
275. Phlegmariurus tauri (Herter) A. R. Field & Testo
276. Phlegmariurus taxifolius (Sw.) Á. Löve & D. Löve
277. Phlegmariurus tenuicaulis (Underw. & F. E. Lloyd) B. Øllg.
278. Phlegmariurus tenuis (Humb. & Bonpl. ex Willd.) B. Øllg.
279. Phlegmariurus terrae-guilelmii (Herter) A. R. Field & Bostock
280. Phlegmariurus tetragonus (Hook. & Grev.) B. Øllg.
281. Phlegmariurus tetrastichoides (A. R. Field & Bostock) A. R. Field & Bostock
282. Phlegmariurus tetrastichus (Kunze) A. R. Field & Bostock
283. Phlegmariurus tico A. Rojas
284. Phlegmariurus toppingii (Herter) A. R. Field & Bostock
285. Phlegmariurus tournayanus Lawalrée
286. Phlegmariurus transilla (Sodiro ex Baker) B. Øllg.
287. Phlegmariurus treitubensis (Silveira) B. Øllg.
288. Phlegmariurus trifoliatus (Copel.) A. R. Field & Bostock
289. Phlegmariurus trigonus (C. Chr.) A. R. Field & Bostock
290. Phlegmariurus tryonorum B. Øllg.
291. Phlegmariurus tubulosus (Maxon) B. Øllg.
292. Phlegmariurus ulixis (Herter) B. Øllg.
293. Phlegmariurus unguiculatus (B. Øllg.) B. Øllg.
294. Phlegmariurus urbanii (Herter) B. Øllg.
295. Phlegmariurus vanuatuensis A. R. Field
296. Phlegmariurus varius (R. Br.) A. R. Field & Bostock
297. Phlegmariurus venezuelanicus (Herter) B. Øllg.
298. Phlegmariurus vernicosus (Hook. & Grev.) Á. Löve & D. Löve
299. Phlegmariurus verticillatus (L. fil.) A. R. Field & Testo
300. Phlegmariurus villonacensis (B. Øllg.) B. Øllg.
301. Phlegmariurus warneckei (Herter ex Nessel) A. R. Field & Testo
302. Phlegmariurus watsonianus (Maxon) B. Øllg.
303. Phlegmariurus weberbaueri (Nessel) B. Øllg.
304. Phlegmariurus weddellii (Herter) B. Øllg.
305. Phlegmariurus wilsonii (Underw. & F. E. Lloyd) B. Øllg.
306. Phlegmariurus xiphophyllus (Baker) A. R. Field & Bostock
307. Phlegmariurus yunnanensis Ching
308. Phlegmariurus ×koolauensis W. H. Wagner